# Мост на Ђурђевића Тари
Мост на Ђурђевића Тари је мост који се налази у Црној Гори.
Пројектовао га је инжењер Мијат Тројановић, радове је изводило предузеће Андоновић  из Београда. Предвиђени трошкови су били 11,5 милиона динара, што се морало увећати за милион.
Мост је завршен у јесен 1940. а предат у саобраћај крајем те године. Пробно оптерећење и свечано пуштање у саобраћај су били планирани за пролеће 1941. У тренутку довршетка, био је то највећи аутомобилски бетонски лучни мост у Европи.
Убрзо по отварању објекат је пао у руке окупатора за време Другог светског рата у Југославији. Партизанска диверзантска група уништила је током Треће непријатељске офанзиве 1942. крајњи југозападни лук уз помоћ једног од инжињера моста, Лазара Јауковића. Напад је пресекао једини могући прелаз преко кањона Таре заустављајући италијанско напредовање. Међутим, када је Јауковић напослетку заробљен, Италијани су га 2. августа 1942. погубили на мосту. Догађаји из тога периода обрађени су у филму Мост из 1969. године.
Мост је непосредно после рата 1946. године и обновљен, а кориштен је и као локација за снимање британског филма Force 10 from Navarone из 1978. године.

## Галерија
- Макета моста
- Напола срушен мост, стање 6. децембра 1943.
- Мост